# Serrada
Serrada ist eine nordspanische Stadt und eine Gemeinde (municipio) mit 1.109 Einwohnern (Stand: 2024) in der Provinz Valladolid in der autonomen Region Kastilien-León.

## Lage
Serrada liegt in der kastilischen Hochebene in einer Höhe von etwa 720 m. Die Provinzhauptstadt Valladolid befindet sich gut 28 km (Fahrtstrecke) nordnordöstlich. Das Klima im Winter ist durchaus kalt, im Sommer dagegen warm bis heiß; die spärlichen Regenfälle (ca. 510 mm/Jahr) fallen verteilt übers ganze Jahr.

## Bevölkerungsentwicklung
| Jahr      | 1970 | 1981 | 1991 | 2001 | 2011 | 2021 |
| Einwohner | 911  | 994  | 1042 | 1064 | 1190 | 1111 |

Der deutliche Bevölkerungsanstieg im 20. Jahrhundert ist im Wesentlichen auf die Zuwanderung aus den ländlichen Gebieten in der Umgebung zurückzuführen (Landflucht).

## Wirtschaft
Die Einwohner der Stadt betreiben seit Jahrhunderten überwiegend Landwirtschaft, Handwerk, Kleinhandel und Dienstleistungen aller Art. Seit den 1960er Jahren spielen auch der innerspanische und internationale Tourismus eine immer größer werdende Rolle im Wirtschaftsleben der Stadt.

## Sehenswürdigkeiten
- Peterskirche, barocker Kirchbau, 1773 vollendet
- Marienkapelle
- Rathaus
- Kunstmuseum

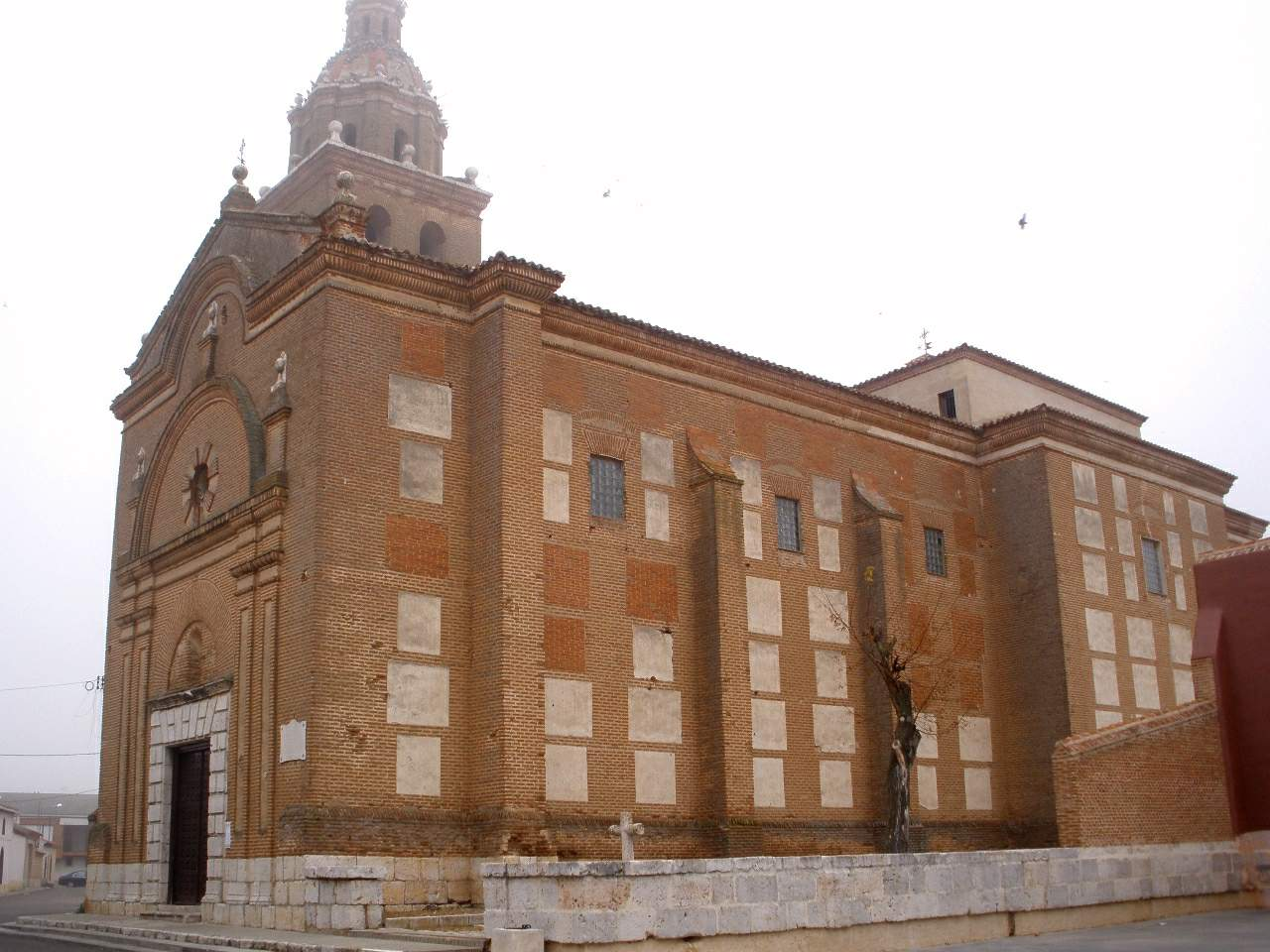
Peterskirche
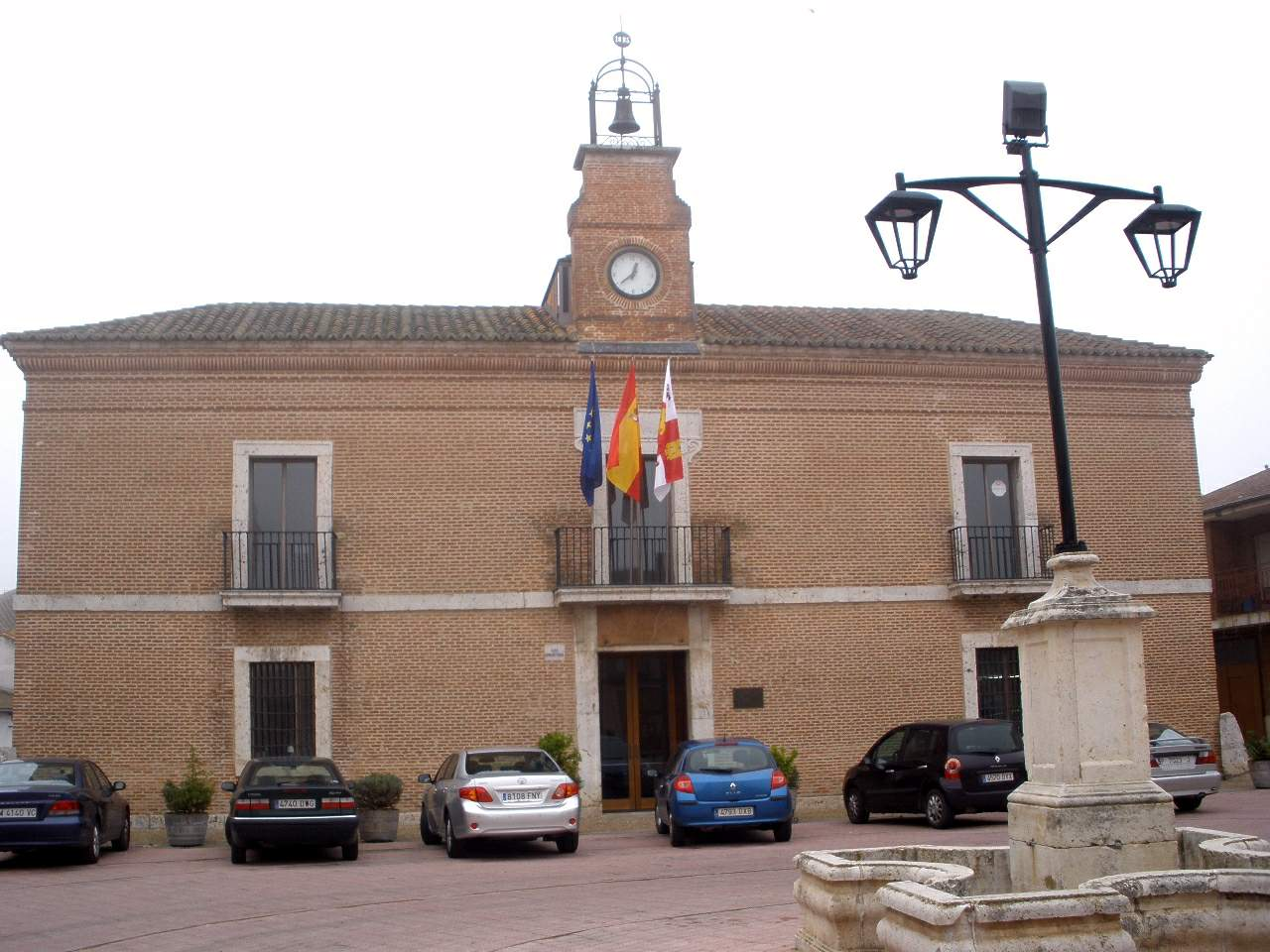
Rathaus